# BNR Nieuwsradio
BNR Nieuwsradio ist ein privater niederländischer Radiosender, der hauptsächlich Nachrichten bringt. Aus seinen Studios in Amsterdam und Den Haag sendet BNR Nieuwsradio Montag bis Freitag von 6:00 Uhr bis 20:00 ein Nonstop-Nachrichtenprogramm, unterbrochen von halbstündlichen Kurznachrichten aus dem In- und Ausland mit anschließenden Verkehrshinweisen. Abends und am Wochenende wird das Nachrichtenprogramm ergänzt von verschiedenen Diskussions- und Talksendungen.
BNR Nieuwsradio wird produziert von einer Redaktion unter Leitung von Interim-Chefredakteur Mark Fuller (seit 1. Januar 2007). Neben seinen Redakteuren verfügt der Sender auch über ein weltweites Netz von Korrespondenten.
Der Sender ist wie die Tageszeitung Het Financieele Dagblad Teil der FD Mediagroep, die vollständig dem Investmentunternehmen HAL Investments gehört.